# Stångebroslaget
För den historiska fejden, se slaget vid Stångebro
Stångebroslaget är en svensk endurotävling som ingår i den svenska enduroklassikern. Det är en av Sveriges största endurotävlingar deltagarmässigt sett. Tävlingen arrangeras av Linköpings MS och Försvarsmaktens enduro (FME) den andra helgen efter midsommar och körs på det militära övningsfältet Prästtomta skjutfält utanför Linköping.

## Historik
Stångebroslaget startades 1994 på övningsfältet Linköpings garnisons övnings- och skjutfält vid Linköpings garnison och kördes där fram till 1997. Kopplingen till det militära genom valet av namn på tävlingen instiftades av den dåvarande regementschefen vid Svea artilleriregemente (A 1), överstelöjtnant Curt-Christer Bertil Gustafsson, som en referens till Slaget vid Stångebro. Folke Filbyter, som utgör grunden till logotypen för tävlingen, är från en staty av Carl Milles på Stora Torget i Linköping. Därmed blev "Stångebroslaget" en tävling med koppling till historiken kring Linköping.
Beslut om garnisonens nedläggning fanns och nytt markområde söktes. Förhandlingar upptogs då med Försvarsmakten om att få disponera terräng på stridsskolans marker vid Prästtomta. Detta resulterade i att tävlingen flyttades från och med 1998 från garnisonsområdet i Linköping till Prästtomta läger på skjutfältets östra del. På skjutfältets västra del ligger Markstridsskolan Kvarn.
Allt eftersom tävlingen växte togs kontakt med arrangörer av Ränneslättsloppet samt Gotland Grand National om att instifta svenska enduroklassikern. Regel för att få räkna fullföljd klassiker är, att under samma år starta samt ha målgång i Stångebroslaget, Ränneslättsloppet samt Gotland Grand National.
År 2013 firade "Slaget" 20-årsjubileum med att bjuda in alla tidigare totalvinnare till ett minislag där olika MC moment ingick. Vinnare var Kjetil Gundersen (Norge) som tillsammans med Ulf Orrvik, Linus Broman, Per Lifvendahl, Thomas Bengtsson, Torbjörn Bäck och Carl Sjöö bjöd på rafflande mc-körning.

## Resultat

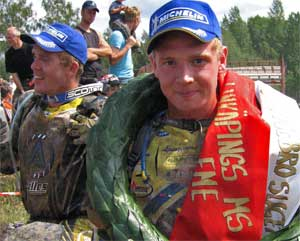
Joakim Ljunggren Sexfaldig totalvinnare i Stångebroslaget. Bilden från 2006.

Första vandringspriset tog Ulf Orrvik, Åbågens MCK, 1998 efter tre inteckningar. 1999 skänkte stridsskolan Kvarn nytt vandringspris vilket Per Lifvendal har första inteckningen på. Thomas Bengtsson, ET Örebro, tog hem det andra vandringspriset. Thomas Bengtsson är den första föraren med fyra vinster, dessutom i rad. Därmed har Thomas Bengtsson också den första inteckningen på det tredje vandringspriset. 2008 tog Joakim Ljunggren hem tre inteckningar i det tredje vandringspriset. 2009 tangerade Joakim Ljunggren Thomas Bengtssons rekord som den andra föraren med fyra vinster i rad.
Vinnare i 2010 års slag var Carl Sjöö. Vinnare 2011 blev Kjetil Gundersen, Norge som även vann 2012 och tog tredje och fjärde inteckningen i det fjärde vandringspriset. Femte och sjätte inteckningen körde Johan Edlund, Karlskoga EK till sig förtjänstfullt 2013 och 2014. 2015 var åter Joakim Ljunggren med i tävlingen efter ett uppehåll på fem år. Den sjunde inteckningen är därmed "Historisk". Joakim Ljunggren är den enda föraren som vunnit "Slaget" fem gånger. 2016 vann återigen Joakim Ljunggren och tog då hem Stångebroslagets fjärde vandringspris och blev då även historisk genom att vinna tävlingen för sjätte gången. Albin Elowson, FMCK Skövde vann tre gånger på raken, 2017–2019 och tog hem det 5:e vandringspriset. 2020–2021 har tyvärr tävlingen blivit inställd på grund av Covid-19-restriktioner.
2022 kunde tävlingen återigen genomföras och Albin Elowson fortsätter att vinna och får därmed första inteckningen i det 6: vandringspriset. I Dam-klassen vann återigen Hanna Berzelius och fick sin tredje inteckning som innebär att hon tog med sig det 1:a vandringspriset hem.
2023 vann återigen Albin Elowson och blir därmed ensam om fem segrar i rad (2017-2023, inställda tävlingar 2020-2021). I Dam vinner Matilda Huss, Göta MS, och får första inteckningen i det 2:a vandringspriset.
2024 blev en intressant tävling med en vattensjuk bana efter väldigt mycket regn under lördagskvällen. Allt vatten gjorde att många förare hade problem med sina fordon och många förhandsfavoriter tappade position under första varvet på grund av vatten i luftburken. Vinnare blev Nisse Bengtsson, Tidaholms MK, och därmed sin första inteckning i det 6:e vandringspriset. I Dam vinner Matilda Huss Göta MS, återigen och får sin andra inteckning i det 2:a vandringspriset. 
2025 blev en lerig och svårkörd tävling, inte lika mycket vatten som under 2024 men betydligt mera lera som gjorde att det var en mycket svårkörd bana. Vinnare i Elit samt totalt blev Max Ahlin, Falköpings MK, som därmed fick sin första inteckning i det 6:e vandringspriset. I Dam Elit segrade Hanna Berzelius, Linköpings MS, och fick sin första inteckning i det 2:a vandringspriset. Det var Hannas fjärde seger efter att ha vunnit även 2017, 2019 samt 2022. 

## Totalsegrare  / Vandringspris
| År   | Herrar                                                | Damer                                               |
| ---- | ----------------------------------------------------- | --------------------------------------------------- |
| 1994 | Mikael Björklund, Västerås, MK                        |                                                     |
| 1995 | Ulf Orrvik Åbågen, MCK                                |                                                     |
| 1996 | Ulf Orrvik Åbågen, MCK                                |                                                     |
| 1997 | Linus Broman (Nu Broaar), LMS                         |                                                     |
| 1998 | Ulf Orrvik, Åbågen MCK, Tog hem V-pris nr. 1.         |                                                     |
| 1999 | Per Lifvendahl, MK Orion                              |                                                     |
| 2000 | Thomas Bengtsson, ET Örebro                           |                                                     |
| 2001 | Thomas Bengtsson, ET Örebro                           |                                                     |
| 2002 | Thomas Bengtsson, ET Örebro, Tog hem V-pris nr. 2.    |                                                     |
| 2003 | Thomas Bengtsson, ET Örebro                           |                                                     |
| 2004 | Per Lifvendahl, MK Orion                              |                                                     |
| 2005 | Torbjörn Bäck, Kullings MC                            |                                                     |
| 2006 | Joakim Ljunggren, Karlskoga EK                        |                                                     |
| 2007 | Joakim Ljunggren, Karlskoga EK                        |                                                     |
| 2008 | Joakim Ljunggren, Karlskoga, Tog hem V-pris nr. 3.    |                                                     |
| 2009 | Joakim Ljunggren, Karlskoga EK                        |                                                     |
| 2010 | Carl Sjöö, Tibro MK                                   | Camilla Mitkiewicz, FME                             |
| 2011 | Kjetil Gundersen, (Norge)                             | Jessika Jönsson, Göta MS                            |
| 2012 | Kjetil Gundersen, (Norge)                             | Jessika Jönsson, Göta MS                            |
| 2013 | Johan Edlund, Karlskoga EK                            | Sanna Bergman, Sala MK                              |
| 2014 | Johan Edlund, Karlskoga EK                            | Emily Smalsjö, FME                                  |
| 2015 | Joakim Ljunggren, Karlskoga EK                        | Emelie Karlsson, Göta MS                            |
| 2016 | Joakim Ljunggren, Karlskoga EK, Tog hem V-pris nr. 4. | Hanna Berzelius, Linköpings MS                      |
| 2017 | Albin Elowson, FMCK Skövde                            | Amanda Elvin, FME                                   |
| 2018 | Albin Elowson, FMCK Skövde                            | Emelie Karlsson, Göta MS                            |
| 2019 | Albin Elowson, FMCK Skövde, Tog hem V-pris nr. 5.     | Hanna Berzelius, Linköpings MS                      |
| 2020 | Inställd på grund av Covid-19                         | Inställd på grund av Covid-19                       |
| 2021 | Inställd på grund av Covid-19                         | Inställd på grund av Covid-19                       |
| 2022 | Albin Elowson, FMCK Skövde                            | Hanna Berzelius, Linköpings MS. Tog hem V-pris nr 1 |
| 2023 | Albin Elowson, FMCK Skövde                            | Matilda Huss, Göta MS                               |
| 2024 | Nisse Bengtsson, Tidaholms MK                         | Matilda Huss, Göta MS                               |
| 2025 | Max Ahlin, Falköpings MK                              | Hanna Berzelius, Linköpings MS                      |